# JJ van der Mescht
Juan John van der Mescht (Pretoria, 4 maggio 1999) è un rugbista a 15 sudafricano, che gioca come seconda linea o flanker nello Stade français.

## Biografia
Cresciuto nella academy degli Sharks, riceve le attenzioni dell'allenatore della prima squadra, Robert du Preez, che lo fa debuttare in prima squadra il 5 aprile 2019, in una partita del Super Rugby contro i Lions, dopo aver passato le due stagioni precedenti giocando con la squadra di Currie Cup, i Natal Sharks.
Il 16 luglio 2021, dopo essersi imposto come titolare fisso degli Sharks, van der Mescht firma un contratto con la squadra francese dello Stade français, allenata dall'argentino Gonzalo Quesada e che disputa il Top 14.
Con la nazionale sudafricana under-20 si è laureato campione del mondo nel 2019, risultando uno dei giocatori più importanti della sua squadra.